# はらさける
はら さける（生年非公開 - 1992年11月）は日本の漫画家。成人向け漫画を執筆していた。女性。

## 略歴
メディアックスの「コミック花いちもんめ」などで執筆しており、「サークルHCM」としてコミックマーケットでの同人誌活動も活発に行なっていたが、初単行本『さくら天女』の刊行を目前にした1992年（平成4年）11月中旬に肺炎で急逝した。

## 単行本
- 『さくら天女』：メディアックス MDコミックス3、1992年12月15日初版発行、ISBN 4-89613-203-3 [2]